# Kraków Łagiewniki
Kraków Łagiewniki – przystanek kolejowy w krakowskich Łagiewnikach, w województwie małopolskim.

## Ruch pasażerski
| Rok  | Wymiana pasażerska na dobę |
| ---- | -------------------------- |
| 2017 | 50–99                      |
| 2022 | 150–199                    |

Przystanek znajduje się w pobliżu Sanktuarium Bożego Miłosierdzia. Kasa zamknięta od kwietnia 2010 roku. 